# Захарія (папа Александрійський)
Захарія (копт. Ⲡⲁⲡⲁ Ⲁⲃⲃⲁ Ⲍⲁⲭⲁⲣⲓⲁⲥ; д/н — 22 листопада 1032) — 64-й папа (абба) Александрійський та патріарх усієї Африки при Святому Престолі Святого Марка у 1003—1032 роках.

## Життєпис
За походженням копт. Народився в Александрії, де отримав освіту і був висвячений на священика. Відзначився моральними якостями. Був економом церкви Святого Михаїла в Александрії. 28 вересня 1004 року обирається новим папою Александрійським, що сталося через рік після смерті його попередника Філофея.
Невдовзі з невідомих причин змінилося ставлення фатимідського халіфа Аль-Хакіма до християн. Вже через місяць після обрання папою Захарія, проти «невірних» почали запроваджувати обмеження, і щоразу суворіші. Коптам і грекам заборонили відкрито святкувати Богоявлення та Великдень, Новий рік за коптською традицією на березі Нілу, усіх немусульман зобов'язали носити пояси і тюрбани чорного кольору, під час відвідування лазні християни мали надягати на шиї дерев'яні хрести завширшки і завдовжки 0,91 м. Покаранням за порушенням було розп'яття. Ще одним наслідком став перехід багатьох знатних і заможних коптів до ісламу, інші втекли до Візантії, Мукурри і Ефіопії.
За словами історика Абу аль-Макаріма, папа Захарія був останнім очільником Коптської церкви, який надсилав листи правителям Нубії та Ефіопії, мається на увазі Рафаель, цар Мукурри, і Герма Сеюм, негус Ефіопії. Близько 1005 року папі було заборонено це робити халіф Аль-Хакім. Проте, якщо халіф або його візир отримували листа від будь-якого правителя до папи, останній міг написати відповідь.
1009 року звинувачений у симонії, після чого халіф наказав ув'язнити Захарію. Звільнений за викуп 1010 року, після чого перебрався до монастиря Макарія Великого, де перебував до 1019 року. Згодом заснував власну резиденцію в Фустаті. В цей час халіф 1011 року видав розпорядження зруйнувати усі церкви і монастирі. Загалом було зруйновано понад 30 тис. церков, але скільки з них належало Коптській православній церкві достеменно не відомо. Частина церков була переобладнана на мечеті. При цьому халіф підтримував несторіан і яковітів. За легендою, Аль-Хакім намазав одяг папи Александрійського кров'ю зарізаної вівці і віддав його голодним левам, але вони йому не нашкодили. Халіф здивувався і наказав дозволити папі відновлювати зруйновані церкви. Втім ймовірніше надмірне переслідування християн зруйнувало міжконфесійний мир. До того ж навіть кочові мусульманські племена не підтримали халіфа, про що свідчить захист 2 монастирів коптів біля Александрії. 1017 року переслідування зовсім припинилися.
З початку правління нового халіфа Алі аз-Захіра відносини з папою покращуються. Усі обмеження для християн було скасовано. 1024 року Захарія домігся від халіфа прийняття наказу про звільнення коптських ченців і монастирів від податків, мит та вільне розпорядження майном. В наступні роки папа доклав чималих зусиль для відродження церков і монастирів. В наступні роки видавалися халіфські укази, що підтверджували недоторканість будь-якого церковного чи монастирського майна.
Помер Захарія 1032 року. Був похований у церкві Святої Марії у Каїрі. Наступником його було обрано Шенуду II.